# 内山美穂の超!A&Gミュージック+TV
内山美穂の超!A&Gミュージック+TVとは超!A&G+にて2009年3月5日 - 9月24日まで放送されていた「超!A&Gミュージック+TVシリーズ」の木曜日に当たる番組。簡易動画配信番組。番組の合言葉はお疲れ気味の木曜日を笑顔であなたを癒します。だった。

## パーソナリティ
- 内山美穂

2009年3月にA&Gアカデミー6期生卒業で現在大学に通学しながら自動車の教習所にも通い、バイトをこなして宝塚歌劇団好きの新人女性声優。
構成作家は自称ドS構成作家の小原美穂が担当していた。

## 番組の特徴
- 番組テーマ曲が全てゴンチチの楽曲が使われていた。
- 超!A&Gミュージック+の月曜日と火曜日のコーナーを引き継いだ企画が放送されている。
- 音楽をパワーにした挑戦コーナーが毎回ある。

## 主なコーナー
- そん♪Song MUSEUM FUTURE/そん♪Song MUSEUM PAST

前番組「超!A&Gミュージック+」の月曜日（鈴木久美子が担当）と火曜日（中村みなが担当）をリニューアルしたコーナー。文化放送の「白石涼子の聞かなきゃ☆そん♪Song!」の人気コーナー「Countそん♪Song!Down」の上位3曲をフルコーラスで放送する。「-FUTURE」放送分は先月分の中からセレクトして、「-PAST」放送分は過去放送分の中からセレクトしている。このコーナーのみ後番組である「田口香織の超!A&Gミュージック+TV」でもコーナーを継続している。リスナーからはもう一度聴きたい「Countそん♪Song!Down」のランキング曲を募集している。
- ミュージック+パワー

「音楽は人を動かす力がある」と言われている事から、毎回音楽を聞きながらその音楽にあったチャレンジを行い、音楽の素晴らしさを検証していく。ただし、音楽が流れる時間はチャレンジ中のみで、チャレンジの結果が悪いと音楽はストップしてしまう。第1回で「卓球の打ち合い」チャレンジで失敗したのを最終回で再チャレンジしたケースを除くと、チャレンジの成功率は11回のうち3回しか成功しなかった。

## 放送時間
2009年3月5日 - 4月2日
毎週木曜日 16:00 - 17:00（リピート放送：金曜日6:00 - 7:00/月曜日 14:00 - 15:00/木曜日 16:00 - 17:00）※月1回更新
2009年4月9日 - 2009年9月24日
毎週木曜日 17:00 - 18:00（リピート放送：金曜日7:00 - 8:00/日曜日 23:00 - 24:00）※月頭月曜日基準、月2回更新

## 番組エピソード
- 第1回と最終回を除き収録日が「下田屋有依の超!A&Gミュージック+TV」と重なるため下田屋有依との交友は多かった。
- その縁で第8回放送分（2009年7月9日更新）で番組最初で最後のゲストとして登場し、ひとくちシュークリームを食べながら「つくり笑顔VS本物の笑顔対決」を繰り広げた。結果は内山が勝ち、下田屋が罰ゲームとして、残ったシュークリームを使ってショートコントをした。
- 番組最終回は内山美穂の希望で収録中に朝比奈みくるのコスプレになったり、チャイナドレスを着たり、高校時代の学生服に着替えていた。
- フリートークでは大学の必修授業の関係で宝塚歌劇団を観覧していたり、大阪見物に行っていたり、韓国に出かけていたと言ったプライベートトークが多かった。
- 最終回の放送では構成作家から花束の贈呈があって涙を流す場面もあった。
- 初代「超!A&Gミュージック+TV」のパーソナリティの中で番組放送中に誕生日を祝えなかった出演者の一人である。

## ゲスト
- 第8回放送分:下田屋有依（放送当時「下田屋有依の超!A&Gミュージック+TV」のパーソナリティ）